# Dickens World
Dickens World était un parc de loisirs qui avait ouvert ses portes le 25 mai 2007 à Chatham dans le Kent en mémoire du célèbre auteur anglais Charles Dickens. Il a fermé le 12 octobre 2016.

## Charles Dickens
Charles Dickens était un auteur, conteur anglais issu d'une famille modeste, il est né le 7 février 1812 à Portsmouth, en Angleterre et est mort à Gad's Hill le 9 juin 1870.
Il passa son enfance à Chatham, mais très vite il dut quitter cette région pour suivre son père à Londres. Faute de moyens financiers, Charles Dickens dut arrêter ses études et, à peine âgé de 12 ans, il commença à travailler dans une fabrique de cirage pour tenter de vaincre la pauvreté de sa famille. Cette enfance à la fois merveilleuse et tragique est perceptible dans son œuvre.
Quelque temps après, il fit des études afin de rentrer dans un cabinet juridique. Mais friand de littérature, celui-ci trouva une place de reporter dans une revue et en 1833 il commença à rédiger des contes pour des quartiers populaires. En 1837 il a publié : Les Aventures de M. Pickwick. C’est par cette œuvre que Dickens devint célèbre.
Il se maria avec Catherine Hogarth qu'il quitta par la suite.
Dickens fit de nombreux voyages et écrivit beaucoup de telle sorte que ses romans étaient publiés mensuellement. Il a écrit notamment La maison d’âpre vent, Oliver Twist, Le magasin d'antiquité, David Copperfield…
Charles Dickens fut surnommé « le baladin national et international de l'Angleterre » car il faisait des lectures dans le monde entier et il était connu mondialement grâce à ses œuvres.
Mais, surmené, sa santé en prit un coup. De plus l'accident de chemin de fer qu'il subit en 1865 aggrava son état de santé. Cinq ans plus tard il mourut à Gad's Hill où il fut inhumé avec les honneurs dans l'abbaye de Westminster.
Le roman Le mystère d'Edwin Drood ne sera jamais achevé.

## Du concept à la construction du parc
L'aventure Dickens World débuta dans les années 1970. Un designer de parcs à thèmes, Gerry O'Sullivan Beare rêvait d'ouvrir un parc dédié à l'auteur d'Oliver Twist mais faute de fonds, en 2000, il demanda à Kevin Christie, un homme d'affaires spécialisé dans le financement de films, de subvenir à ses besoins par des fonds privés. Avant sa réalisation, Christie et O'Sullivan devaient obtenir le consentement de la Dickens Fellowship (l'association des amis et admirateurs de Dickens qui compte 6000 membres). Après l'approbation de celle-ci, la construction du parc a pu être entamée. Le parc a été construit sur le lieu d'enfance de Charles Dickens à Chatham dans le Kent, le jardin de l'Angleterre. Cette région a été source d'inspiration pour de nombreux britanniques, également et surtout pour Dickens, grâce à qui ce comté est devenu célèbre. Le coût de ce rêve est de 62 millions de livres sterling, soit 91.6 millions d'euros.
Après l'ouverture retardée de six semaines, les fans de Dickens ont pu se plonger dans son œuvre le vendredi 25 mai 2007. Malgré son ouverture, les travaux ont été poursuivis jusqu'au début du mois d'août de la même année. Étant le plus grand parc couvert d'Angleterre, ses gérants espèrent attirer plus de 300 000 visiteurs par an. Ce parc à thèmes de nouveau genre se situe à côté d'un centre commercial et d'un multiplexe Odéon.

## Attractions du parc

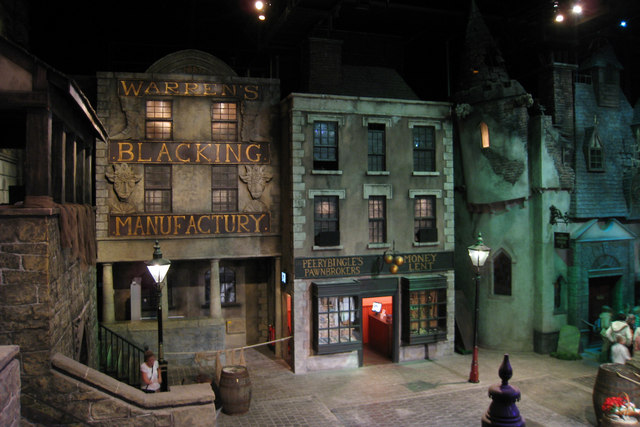
Intérieur de Dickens World.

Les paysages de Dickens World, inspirés par l'œuvre de celui-ci, changent au gré des saisons. Les costumes, les effets de lumière et sonores ainsi que les changements de saison donnent l'illusion d'appartenir à l'univers de Dickens. Quand les visiteurs rentrent dans ce complexe de loisirs, ils sont plongés dans un Londres victorien du XIXe siècle. Les amateurs de Charles Dickens peuvent se retrouver face à face avec les personnages de ses romans tels qu'Oliver Twist, David Copperfield, Nicolas Nickleby… Ceux-ci sont soit représentés par des animatroniques soit joués par de véritables acteurs (une cinquantaine).
Une fois entrés dans la cour intérieure, les visiteurs peuvent parcourir le complexe en se rendant à la Prison de Marshalsea - Crime & Punishment - ou en suivant les cours de Nicolas Nickleby dans sa salle de classe – The School Room. Pour une montée d'adrénaline, il est possible de défier Ebenezer Scrooge dans la maison hantée animée par les effets spéciaux. Pour ceux qui ont le pied marin, Great Expectations Boat Ride est une croisière scénique. Tout au long de l'attraction, Magwitch accompagne les navigateurs tandis que les plus jeunes peuvent s'amuser dans Fagin's Den, une aire de jeu qui leur est destinée. Avant de visionner la vie de Charles Dickens sur grand écran à Peggotty’s Boathouse, un cinéma en 4 dimensions, les visiteurs peuvent se restaurer à Six Jolly Fellowship Porters (bar-restaurant à thème).
Enfin, le soir, le Britannia Theatre propose aux spectateurs de découvrir les personnages de Dickens animés de façon mécanique.
Ce complexe n'a pas été conçu pour un milieu élitiste, contrairement à ce que pourrait penser la majorité des gens, mais est destiné à un public de diverses classes sociales et de tous âges (petits comme grands). L'intention primordiale du parc est l'amusement qu'il peut apporter aux visiteurs et non pas une initiation à tout ce qu'a écrit Dickens, bien que ceux-ci partiront avec une connaissance plus approfondie des œuvres de l'auteur et peut-être un plus grand désir de leur lecture.
|               | En journée | En soirée |
| ------------- | ---------- | --------- |
| Adulte (+16)  | 12,20 £    | 09,75 £   |
| Enfant (5-15) | 07,30 £    | 06,00 £   |
| Enfant (-5)   | 00,00 £    | 00,00 £   |
| Réductions    | 10,20 £    | 09,00 £   |

|          | Première nuit | Nuit supplémentaire |
| -------- | ------------- | ------------------- |
| Lundi    | 139 £         | 99 £                |
| Mardi    | 139 £         | 99 £                |
| Mercredi | 139 £         | 99 £                |
| Jeudi    | 139 £         | 99 £                |
| Vendredi | 99 £          | 69 £                |
| Samedi   | 109 £         | 69 £                |
| Dimanche | 109 £         | 69 £                |

## Controverse sur Dickens World
L'idée d'un parc de loisirs sur le second plus grand écrivain britannique en effraie plus d'un. Néanmoins, aux critiques comparant Dickens World à Disneyland, Kevin Christie rétorque: « Disney est une fiction : là, nous proposons une plongée dans l'Angleterre du début du XIXe siècle. Celle dont les touristes cherchent en vain les traces dans notre capitale. »
D'autres critiques ont été rapportées. D'abord, l'atroce réalité de la pauvreté et de la misère que l'on retrouve dans les romans de Charles Dickens est absente du parc afin de ne pas heurter les plus jeunes.
Ensuite, le côté commercial de Dickens World peut également décevoir.
Ce projet est perçu comme un sacrilège parmi les érudits de la grande littérature craignant que l'univers de Charles Dickens ne se résume plus qu'aux attractions du parc. Pour eux, Dickens World constitue un manque de respect envers l'auteur.
Ces idées sont maintes fois contestées, notamment par la Dickens Fellowship qui soutient vivement ce projet. L'arrière-petit-fils du nouvelliste, Gerald Dickens, donne son avis :
«  Je ne pense pas que le but soit de faire un Disney sur Dickens. Je pense que mon ancêtre aurait approuvé et, s'il était en vie aujourd'hui, il se serait probablement fait propriétaire de l'emplacement. Il est facile de le dépeindre tel un auteur victorien tenant une plume, éclairé par la lumière d'une bougie, mais il était un homme de spectacle qui voulait divertir les gens et aujourd'hui il surferait sur Internet. »
De plus, l'un des descendants de l'écrivain était sceptique quant à « ce projet détestable », il a donc envoyé Thelma, membre de la Dickens Fellowship, sur les lieux pour finalement être rassuré. Thelma, qui est par ailleurs devenue la consultante officielle du parc, déclare : « Dickens aurait adoré tout cela, il était le maître de l'humour ».
Kevin Christie rejoint également ces avis :
«  C'est un tort de croire que nous rabaissons le grand homme, Dickens écrivait des histoires populaires, divertissantes, il se rendait dans la rue et lisait ses livres sur scène et je crois qu'il aurait adoré cela. Tout le monde ne se procurera pas un de ses livres après son passage ici mais certains oui. »
Le directeur du musée Dickens, Andrew Xavier, approuve lui aussi avec un nouvel argument:
«  À l'heure des médias de masse et des jeux vidéo, Dickens est terriblement démodé. Pour l'instant, il reste plus célèbre ici que J. K. Rowling, mais cela ne va peut-être pas durer : c'est compliqué de s'asseoir aujourd'hui dans un fauteuil et de lire un roman victorien avec toutes ces longues descriptions. Dickens World peut être une très bonne manière de faire découvrir cet écrivain aux plus jeunes. »
Enfin, Claire Tomalin, la biographe de la femme de l'auteur suggère qu'il aurait approuvé le projet et que
«  s'il en avait eu la chance, il aurait été là en train de se produire devant les foules. C'était un divertissant : il adorait le public, et il voulait que son travail soit accessible à chacun, donc Boat Ride, Fagin's Den et les rats mécanisés l'auraient enchanté. »
Le meilleur argument pour la réalisation de ce projet était donc que Charles Dickens lui-même aurait adoré ce parc dédié à ses œuvres.
Malgré tout, les réactions des premiers visiteurs étaient négatives. Bien que le site soit impressionnant, le parc manquait visiblement de travail et donnait une impression de non-fini. Ces critiques sont la raison de la prolongation des travaux au sein du parc.

## Fermeture permanente
L'attraction était fermée le 12 octobre 2016.

## Faillite et restructuration
L'attraction perdait 500 000 £ à 1 000 000 £ chaque année. La société Dickens World Ltd a fait faillite et Ed de Lucy a été nommé directeur d'une nouvelle compagnie (Britannia Entertainments Ltd) qui a continué à gérer le site. Il a démissionné en septembre 2013. Lenny Andreou a pris la suite et a restructuré le site. Les prix ont été baissés à 6,50 £ par personne et le parcours scénique en bateau a fermé. Depuis le 23 mars 2013, l'équipe de Dickens World propose une visite guidée à la rencontre de personnages costumés d'une durée d'une heure et demie et espère organiser des mariages et des séminaires d'entreprises.